# Renato Vugrinec
Renato Vugrinec, slovenski rokometaš, * 9. junij 1975, Ptuj.
Vugrinec je za Slovenijo nastopil na poletnih olimpijskih igrah 2000 v Sydneyju in 2004 v Atenah, kjer je z reprezentanco osvojil osmo oziroma enajsto mesto. Bil je tudi član srebrne reprezentance na Evropskem prvenstvu 2004 v Sloveniji. 